# Beatrice Straight
Beatrice Whitney Straight (Old Westbury, 2 de agosto de 1914 – Los Angeles, 7 de abril de 2001) foi uma atriz norte-americana, vencedora do Oscar de melhor atriz coadjuvante pelo filme Network (1976).

## Biografia
Nasceu em Old Westbury, Nova Iorque, filha do investidor de bancos Willard Dickerman Straight e de Dorothy Payne Whitney. Tinha quatro anos quando seu pai morreu na França vítima de gripe durante a Gripe Espanhola enquanto servia o Exército dos Estados Unidos durante a Primeira Guerra Mundial.
Ficando junto com sua mãe, ao seu segundo casamento com o engenheiro agrônomo britânico Leonard K. Elmhirst em 1925, a família se mudou para Inglaterra. Foi lá que Beatrice foi educada e começou a atuar em produções de teatro amador.
Retornando aos Estados Unidos, ela fez sua estreia na Broadway em 1939 no espetáculo The Possessed. A maioria dos seus trabalhos no teatro foram clássicos, incluindo Twelfth Night, de 1941, Macbeth, e The Crucible, em 1953, pelo qual ganhou o Tony Award de melhor atriz em espetáculo.
Straight foi ativa nos primórdios da televisão, aparecendo em uma série de antologias, como  Armstrong Circle Theatre, Hallmark Hall of Fame, Kraft Television Theatre, Studio One, The United States Steel Hour, Playhouse 90, e Alfred Hitchcock Presents e séries dramáticas como Dr. Kildare, Ben Casey, The Defenders, 66, Mission: Impossible, e St. Elsewhere.
Beatrice não trabalhou muito no cinema, mas é lembrada pelo papel de uma esposa arrasada, enfrentando a infidelidade de seu marido William Holden, em Network, de 1976. Ela ganhou o Oscar de melhor atriz coadjuvante pelo seu desempenho, que em 5 minutos e 40 segundos continua sendo a mais curta participação a ganhar o Oscar.
Outros papéis importantes na televisão e no cinema incluem o papel da mãe da personagem de Lynda Carter na série Mulher-Maravilha e Marion Hillyard, o gelo, a mãe controladora de Stephen Collins em The Promise. Ela também interpretou a investigadora paranormal Drª. Martha Lesh no filme Poltergeist, de 1982, o papel mais amplamente visto de sua carreira cinematográfica.

## Vida pessoal
Straight foi casada duas vezes, primeiro com o francês Louis Dolivet, um ativista de esquerda-direita que se tornou editor da revista United Nations World e mais tarde um produtor de filmes. Eles se divorciaram em 1949, e ela imediatamente se casou com o ator e produtor de filmes e da Broadway Peter Cookson, com quem teve dois filhos.
Ela sofria de mal de Alzheimer em seus últimos anos. Beatrice morreu de pneumonia, em Los Angeles, Califórnia, aos 86 anos e foi cremada.

## Filmografia
| Ano  | Filme                      | Papel                      | Notas                             |
| ---- | -------------------------- | -------------------------- | --------------------------------- |
| 1952 | Phone Call from a Stranger | Claire Fortness            |                                   |
| 1956 | The Silken Affair          | Theora                     |                                   |
| 1956 | Patterns                   | Nancy Staples              |                                   |
| 1959 | The Nun's Story            | Mãe Christophe (Sanatório) |                                   |
| 1964 | The Young Lovers           | Srª. Burns                 |                                   |
| 1973 | The Garden Party           |                            |                                   |
| 1976 | Network                    | Louise Schumacher          | Oscar de melhor atriz coadjuvante |
| 1979 | Bloodline                  | Kate Erling                |                                   |
| 1979 | The Promise                | Marion Hillyard            |                                   |
| 1980 | The Formula                | Kay Neeley                 |                                   |
| 1981 | Endless Love               | Rose Axelrod               |                                   |
| 1982 | Poltergeist                | Drª. Lesh                  |                                   |
| 1983 | Two of a Kind              | Ruth                       |                                   |
| 1986 | Power                      | Claire Hastings            |                                   |
| 1991 | Deceived                   | Mãe de Adrienne            |                                   |